# Helga Rammow
Helga Rammow (* 16. März 1925 in Finkenwerder als Helga Hofmann) ist eine deutsche Ethnologin.

## Leben
Helga Hofmann wurde 1943 für den Reichsarbeitsdienst verpflichtet und machte nach Kriegsende eine Bürolehre. Sie arbeitete im Rechtsamt der Stadt Hamburg und bei der Justizbehörde. 1953 heiratete sie den Arzt Eduard Schmelter, der 1956 starb. In zweiter Ehe war sie mit dem Mediziner C. O. Rammow verheiratet. Sie begann 1957 Ethnologie und Ägyptologie zu studieren. Franz Termer, Wolfgang Haberland und Herbert Tischner gehörten zu ihren Lehrern.
Während ihres Studiums entwickelte Rammow eine Vorliebe für materielle Kultur und das Gebiet der Museumsarbeit. Sie schloss ihr Studium 1964 ab und nahm eine Assistenzstelle am Institut für Sozial- und Kulturanthropologie in Hamburg an. 1971 wurde sie Direktorin der Völkerkundesammlung der Hansestadt Lübeck. Sie ging 1990 in den Ruhestand.

## Schriften (Auswahl)
- Die Verwandschaftsbezeichnungen im klassischen Aztekischen. Hamburg 1964, OCLC 898838200.
- König im weißen Fleck. Günther Tessmann und die Lübecker Pangwe-Expedition 1907–1909. Eine Ausstellung der Völkerkunde-Sammlung der Hansestadt Lübeck. Ausstellungshalle der Völkerkunde-Sammlung der Hansestadt Lübeck im ehemaligen Zeughaus – Eingang Parade 10 – vom 29. Jan. bis zum 31. Juli 1986. Lübeck 1986, OCLC 612383090.
- mit Antje Kelm: Dritte Welt im Völkerkunde-Museum. Das Beispiel der Bolivien-Ausstellung „Was Geht uns Ihre Armut an?“. Problematik – Didaktik – Rezeption. Hamburg 1988, OCLC 75093152.
- Aus Jurten und Bazaren. Tradition und Wandel im sowjetischen Orient. Lübeck 1988, OCLC 75013183.
- mit Antje Kelm: Mexiko Megastadt. Texte und Bilder der Ausstellung im Museum für Völkerkunde, Hamburg, vom 28.2. bis 28.11.1999. Hamburg 1999, OCLC 62206453.